# Oxira mediorotundata
Oxira mediorotundata là một loài bướm đêm trong họ Noctuidae.